# Японский хин
Японский хин (яп. 狆 тин) — порода декоративных собак, выведенная в Японии, первая не коренная японская порода, получившая международное признание. Берёт свою родословную от тибетских спаниелей, но современный хин также родственно связан с пекинесом и кавалер-кинг-чарльз-спаниелем. Основным предназначением этих собак являлось создание хорошего настроения у императора, а также обеспечение положительного фона и гармонии в его дворце. По мнению английского кинолога Фоса название породы может означать «драгоценность». Используется в качестве компаньона.

## История породы
Существует несколько версий происхождения породы. По одной из них предки хинов, которые также могли быть предками пекинесов, попали в Японию из Китая и Индии в III веке вместе с буддийскими монахами. Они представляли собой собачек типа тибетских спаниелей и символизировали льва Будды.
Пару таких собак в 732 году правитель одного из корейских государств Силла в знак дружбы и особого расположения подарил японскому Императору Сёму. Подобных им привезли с собой эмиссары, отправленные в Китай в период династии Тан (618—910) и Северную Корею во времена Бохай (698—926).
В XII веке японские посланники привезли из Китая в дар японскому императору очередную собаку такого типа, к этому периоду относятся первые описания породы. Японские хины считались священными и стали любимцами правителей и знати, о них слагались легенды и басни, их изображали в храмах и на фарфоровых вазах, а из дерева, слоновой кости и бронзы делали статуэтки. Однако по-настоящему разводить хинов стали только в XIV веке, ведя племенные книги и сохраняя в строжайшей тайне методы селекции. Особенно ценились совсем миниатюрные собачки, которых знатные дамы могли носить в рукавах своих кимоно. В Древнем Китае у хинов были свои слуги, и лишь представители знати имели право владеть ими. Кража такой собаки каралась смертной казнью.

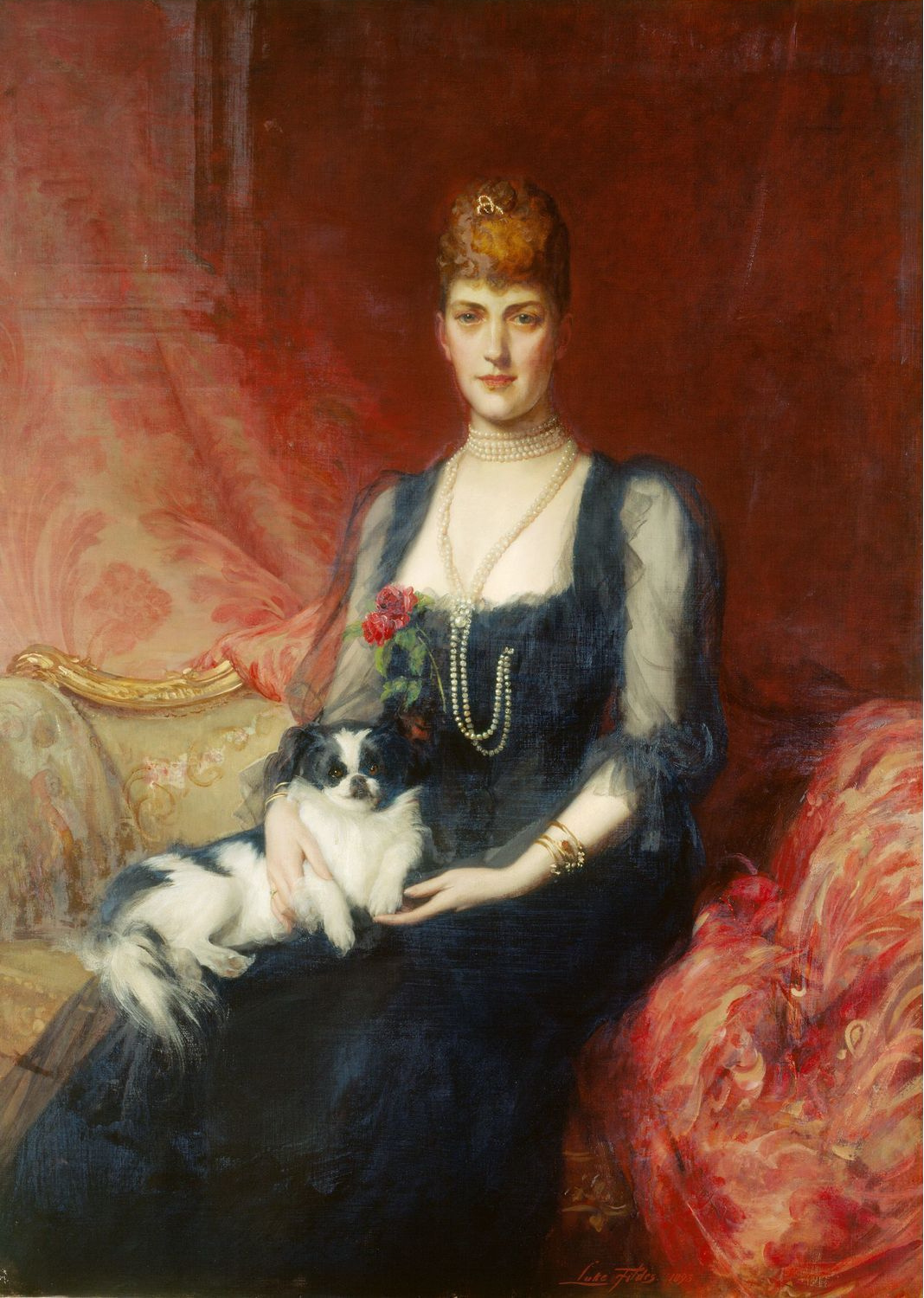
Портрет Александры Датской с хином. Люк Филдс, 1893 год

В 1613 году первый японский хин был завезён в Англию, где их держала жена короля Карла II — Екатерина Брагансская. Как и кинг-чарльз-спаниель, хины стали известны при многих королевских дворах. Тогда же они появились и в Испании.
Во времена правления Цунаёси Токугавы (1680—1709) хин стал талисманом даймё и членов их семей. В те времена хинов часто скрещивали с небольшими собаками местного происхождения, что позволило им утвердиться в качестве японской породы.
В 1853 году коммодор Мэттью Кэлбрейт Перри привёз из Страны восходящего солнца в Соединённые Штаты Америки несколько хинов, двое из которых были подарены английской королеве Виктории, а после Революции Мэйдзи, когда Япония вновь стала открытой для иностранцев, их начали вывозить в Америку и Европу, где они стали любимыми собачками дам высшего света и получили популярность как собаки-компаньоны.
Большое внимание к породе привлекла британская королева Александра, датская принцесса до замужества с будущим королём Великобритании Эдуардом VII, получившая в подарок хина в 1863 году, вскоре после вступления в британскую королевскую семью. В 1880 году одна из собак была отправлена супруге германского кайзера Вильгельма II — Августе Виктории. В последующие годы владельцами японских хинов становились многие знаменитые люди и в России, так, например, хины жили в семье императора Николая II, был хин у советского «Маршала Победы» Георгия Жукова.

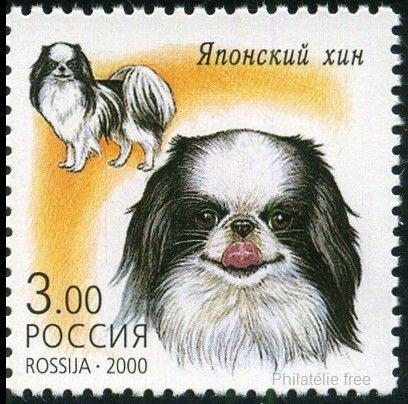
Почтовая марка с изображением японского хина

В 1873 году японский хин был впервые показан на выставке в Бирмингеме под названием «японский спаниель», как этих собак называли в Америке до 1977 года. В 1888 году порода признана Американским клубом собаководства.
В середине 1920-х годов началась серьёзная работа по улучшению породы, продолжавшаяся в течение нескольких лет. В первой половине XX века хин был разделён на несколько типов: кобе представлял собой собаку большого размера с пушистым хвостом; ямато был среднего размера и имел желтовато-коричневые пятна; самым маленьким был эдо. Однако в облике современных хинов сохранены черты всех трёх типов этих собак, сохранившихся после Второй мировой войны.
В 1957 году японский хин был признан Международной кинологической федерацией и отнесён к группе декоративных собак и собак-компаньонов, к секции хинов и пекинесов.

## Внешний вид
Мелкие, элегантные и грациозные собаки с широкой мордой, покрытые длинной украшающей шерстью. Соотношение высоты в холке к длине тела — 1:1, при этом суки могут быть более растянутого формата.
Голова широкая и округлая, переход ото лба к морде глубокий, резкий и вдавленный. Мордочка очень короткая, с «подушечками» над верхней губой. Переносица очень короткая и широкая, мочка носа находится на одной линии с глазами и окрашена в чёрный или коричневого тона цвет в соответствии с пятнами окраса, при этом у бело-рыжих хинов она может быть в цвет пятен, но не должна быть розовой; ноздри хорошо открытые. Зубы белые и крепкие, предпочтителен прямой прикус, но в равной степени допускаются ножницеобразный прикус и перекус. Уши длинные, треугольные, висячие, широко посаженные, покрытые длинной шерстью. Глаза большие, округлые, широко расставленные, блестящие, чёрного цвета. В чисто японских линиях разведения присутствует «изумлённое» выражение мордочки, при котором из-за раскосого несфокусированного взгляда во внутренних уголках глаз хорошо видны белки́. В европейских линиях этой желательной черты практически нет.

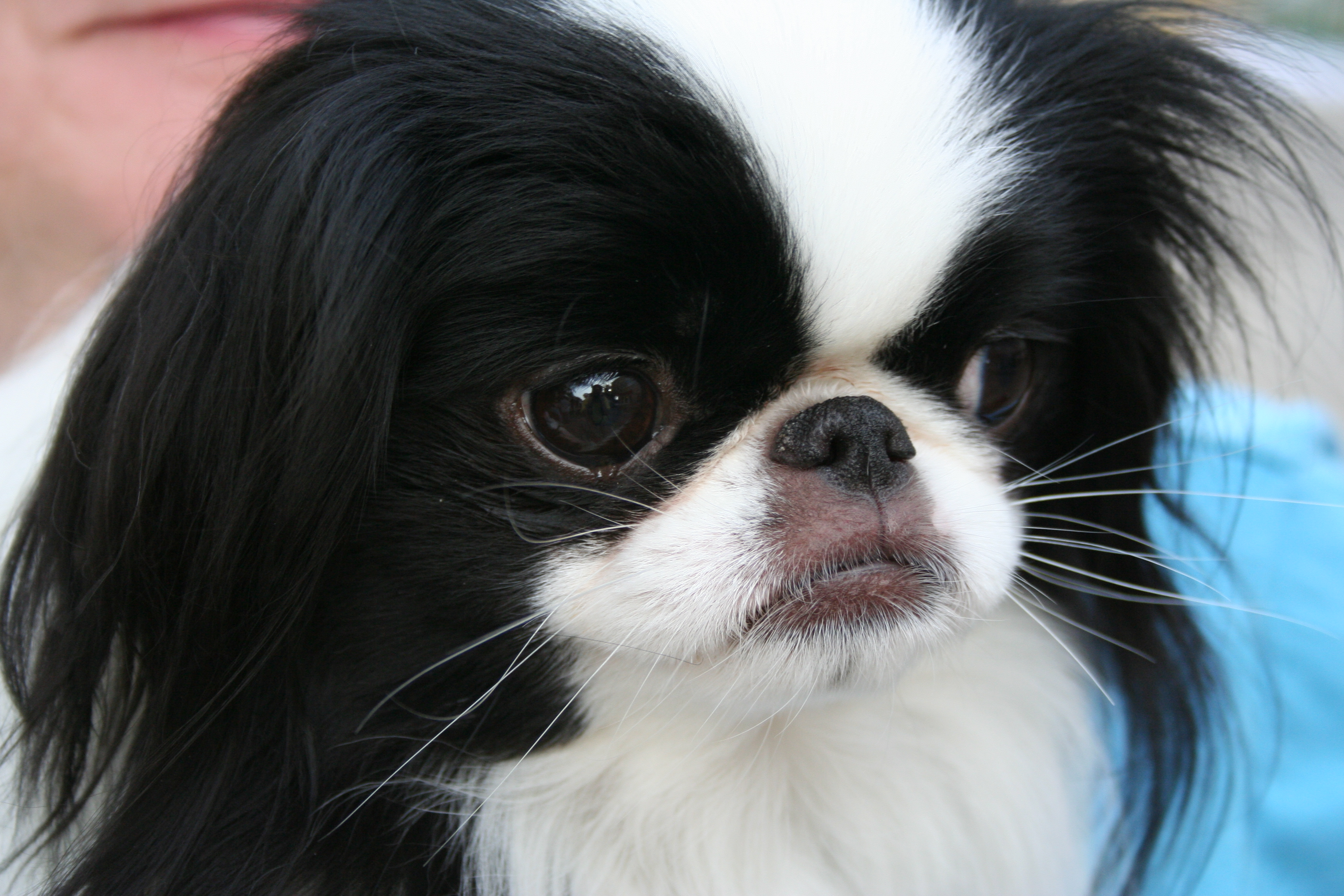
Мордочка с «подушечками» над верхней губой и раскосый взгляд японского хина

Шея довольно короткая, высоко и прямо посаженная. Спина короткая, крепкая и прямая, поясница широкая и округлая. Грудь достаточно широкая и глубокая, с умеренно изогнутыми рёбрами, живот подтянутый. Хвост покрыт роскошной, обильной длинной шерстью, лежит на спине.
Допускается размёт на передних конечностях, в Японии такое строение ассоциировалось с человеком, обутым в гэта. Предплечья прямые, с тонким костяком, задняя часть ниже локтя хорошо одета украшающим волосом. Задние конечности с умеренными углами, бёдра покрыты длинной украшающей шерстью. Лапы небольшие, вытянутой овальной формы, между пальцами желательна удлинённая шерсть. Движения элегантные, лёгкие и горделивые.
Шерсть шелковистая, прямая и длинная, подшёрсток развит очень слабо. Всё тело, кроме морды, покрыто обильной шерстью. Уши, шея, бёдра и хвост покрыты длинным украшающим волосом. На передней поверхности ног шерсть короткая. Окрас белый с чёрными или рыжими пятнами, которые должны располагаться вокруг глаз, на ушах, и желательно на корпусе, имея при этом чёткие границы. Особенно важна белая проточина, идущая от переносицы ко лбу, на которой может быть небольшое чёрное пятно, называемое «пальцем Будды». При бело-рыжем окрасе пятна могут иметь любой оттенок рыжего — лимонный, палевый, ярко-рыжий, соболиный; при трёхцветном окрасе у бело-чёрной собаки имеются рыжие подпалины над глазами, под ушами и на щеках. Уши должны быть полностью чёрными или рыжими, а глаза — на чёрном или рыжем фоне. Пятна по корпусу расположены беспорядочно и могут иметь любую форму.
Высота в холке кобелей — примерно 25 см, суки немного ниже. Вес — 1,8—3,2 кг.

## Темперамент

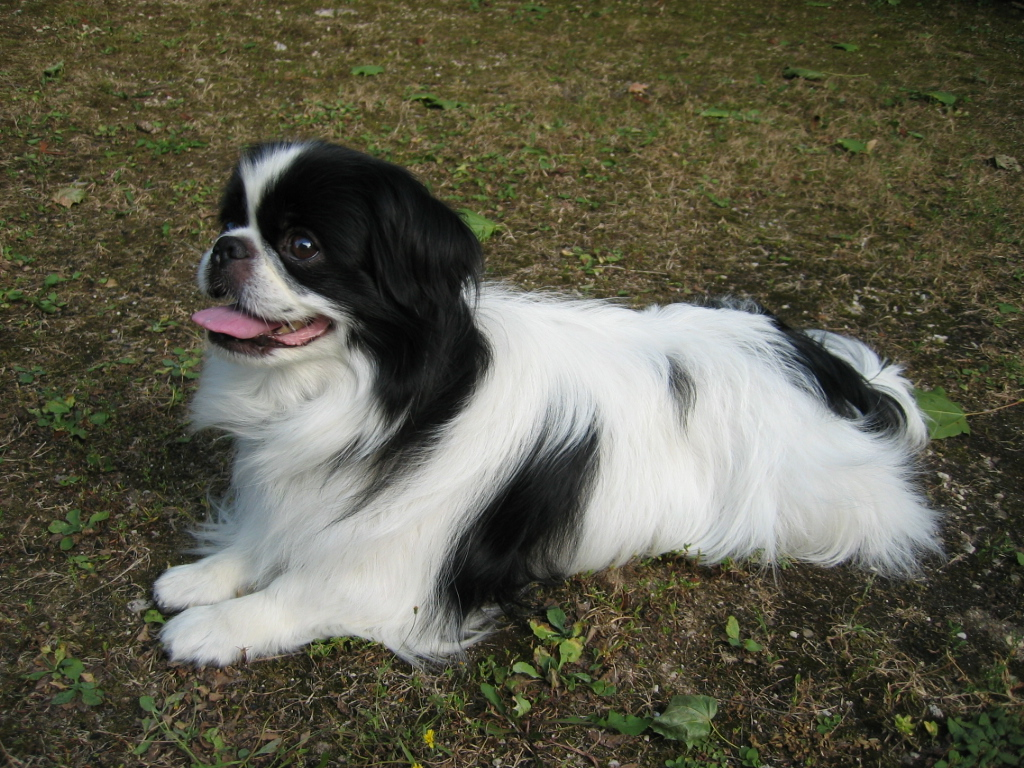

Умные, подвижные, храбрые, самолюбивые, спокойные, уравновешенные, дружелюбные, крайне чистоплотные, ненавязчивые, не упрямые и без излишней суетливости собаки. Хины очень мало лают, а своей деликатной манерой общения снимают стресс и поддерживают положительную атмосферу. Если хозяин занят и ему не до своего любимца, хин просто будет тихо ждать, когда его захотят видеть. Хины способны полностью приспосабливаться к образу жизни владельца, если он активный человек, хин с радостью разделит прогулки, бег или плавание, а если домосед, то его вполне устроит место на диване или подоконнике. Очень любит прогулки и игры со всеми членами семьи.
Хин не выносит фамильярности и не в восторге, когда его трогают чужие. Может стать отличным сторожем для квартиры. Это очень смелая и в момент гнева безрассудная собака, не соизмеряющая своих физических возможностей и способная даже шипеть, возмущённо плеваться и вопить.
Будучи очень жизнерадостным, открытым и любящим весь мир созданием, хин может быть абсолютно несчастным, если не принимает в жизни семьи участия на правах равного. Испортить такую собаку можно только невниманием, нелюбовью и применением силы. У хина врождённое чувство самоуважения и достоинства, он легко и с удовольствием дрессируется, если обучение строится только на поощрении, при этом недопустимо повышать голос, бить и применять грубость, а многие положительные качества раскроются только при уважительном и бережном отношении к этой собаке. Среди хинов очень редко встречаются так называемые «пищевики», обучающиеся с помощью лакомства, и некоторым владельцам бывает трудно принять тот факт, что хин отказывается работать за корм, что может стать причиной непонимания между собакой и её владельцем. При неумелом воспитании может проявить агрессивное поведение даже по отношению к своему хозяину.

## Здоровье
Японский хин относится к числу здоровых пород и большинство наблюдаемых проблем являются общими для собак подобного типа. Благодаря правильной анатомии они могут активно и долго двигаться и не склонны к излишней полноте.
К возможным проблемам со здоровьем можно отнести заболевания эндокринной системы (гипотиреоз); сердечно-сосудистые заболевания (стеноз митрального клапана); глазные болезни (эрозия радужки, дистихиаз, прогрессирующая атрофия сетчатки, витреоретинальная дисплазия); заболевания репродуктивной системы (крипторхизм); и заболевания скелета (карликовость, полупозвонок, дисплазия тазобедренного сустава, вывих атлантоосевого сустава, вывих локтевого сустава, вывих коленной чашечки). Иногда могут наблюдаться кератоконъюнктивит, энтропион, ахондроплазия, эпилепсия.
Хины чувствительны к анестезии, не переносят высокую температуру и подвержены ссадинам роговицы. Продолжительность жизни составляет 10—12 лет, среди представителей породы много долгожителей, которые живут до 15 лет и более.

## Содержание и уход

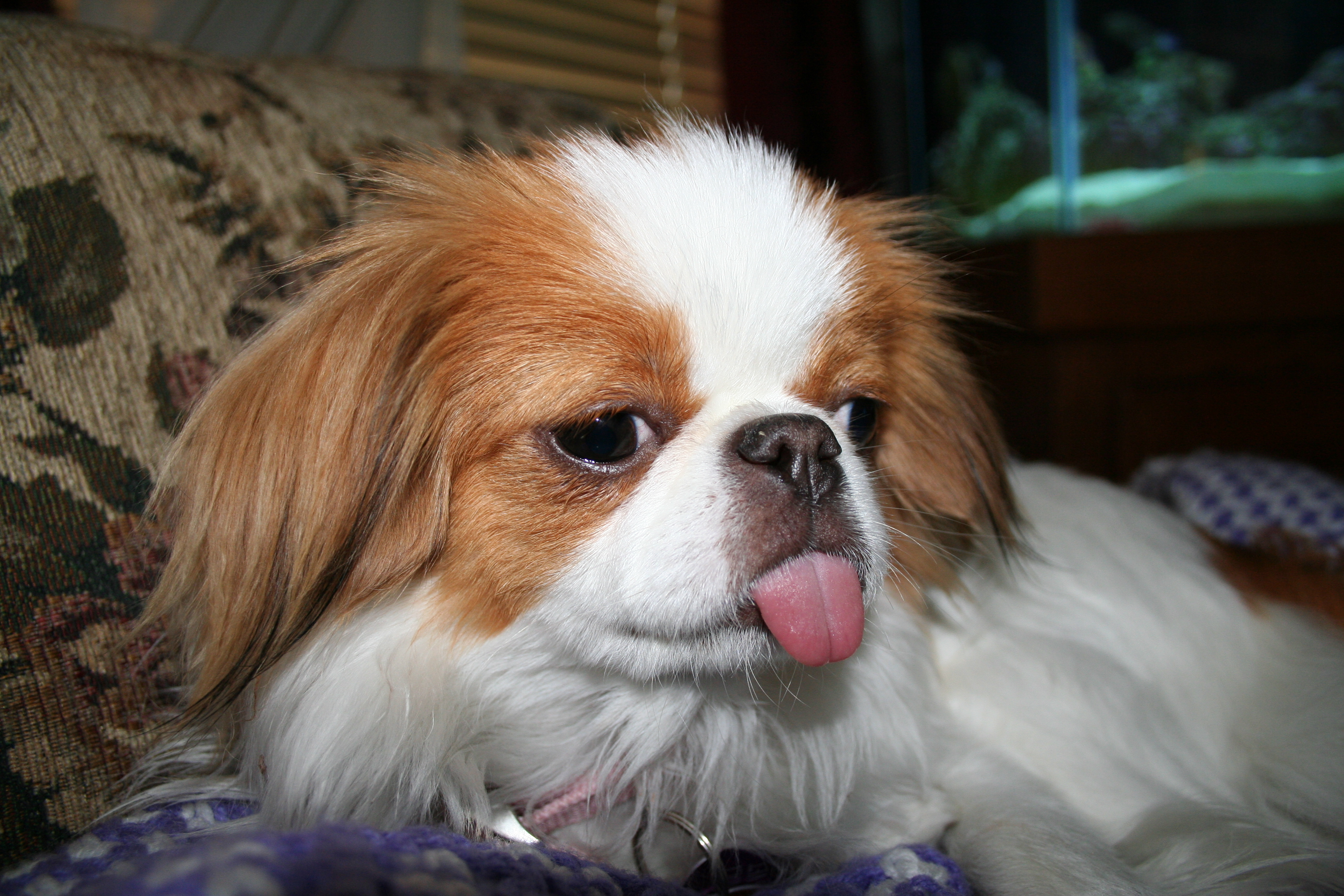

Хин идеально подходит для содержания в квартире, он чистоплотен и неприхотлив, не портит мебель, не грызёт шнуры и обувь, не создаёт лишнего шума, не требует большого пространства и нуждается в минимальных физических нагрузках. На прогулках очень любит взбираться на разнообразные высокие места, из-за чего нужно следить за тем, чтобы он не упал и не ушибся. Хоть шерсть хина и не имеет ярко выраженного подшёрстка, она даёт возможность комфортно чувствовать себя на улице, поэтому одевать собаку не нужно, однако в жаркую погоду следует оберегать хина от перегрева и чрезмерного переутомления, иначе он может начать задыхаться.
Хины великолепно прыгают и лазают, и часто их можно найти в самых неожиданных местах. Они хорошо уживаются с собаками и другими животными, включая кошек, отлично ладят с детьми, но ребёнка, особенно до 7-летнего возраста, следует научить бережному отношению с этой хрупкой собачкой. Всегда дружелюбны со всеми членами семьи, но среди них обычно выбирают себе одного «любимчика».
Хин не требует особого ухода, эту собаку не надо стричь, тримминговать или закручивать папильотки. Грязь с белой шерсти скатывается и она не пачкается даже в плохую погоду, один-два раза в неделю её нужно расчёсывать.

## В культуре
В классической японской литературе зачастую выступает признаком достатка и зажиточности своих хозяев. В романе Нацумэ Сосэки «Ваш покорный слуга кот» хин описан так:

 Болонка (sic), чуть побольше меня [кота] ростом, у которой глаза и нос были как бы стянуты к середине морды, помчалась за ней. 
Оригинальный текст (яп.)吾輩より少し大きな狆が顔の中心に眼と口を引き集めたような面をして付いて行く。

Японские хины снимались в известных кинофильмах, в числе которых фильм-сказка «Каменный цветок» (1946), «Мимино» (1977), фильм-катастрофа «2012» (2009).

## Комментарии
1. ↑  Внук коммодора Перри, Август Бельмонт — младший, с 1888 по 1915 год являлся президентом Американского клуба собаководства[6].
2. ↑  Долгое морское путешествие становилось тяжёлым испытанием для маленьких хрупких собачек, из-за чего многие из них в дороге погибали[6].
3. ↑  Национальным клубом собаководства (Japan Kennel Club) порода также отнесена к группе декоративных собак и собак-компаньонов[12].
4. ↑  Размётом называют постав передних конечностей, при котором одна или обе пясти вывернуты наружу, а локти прижаты к груди[14].